# Việt Tú
Việt Tú (tiếng Trung: 越秀区, Hán Việt: Việt Tú khu) là một trong những khu Tây cũ của thành phố Quảng Châu, là một thị hạt khu (quận nội thành trực thuộc thành phố cấp phó tỉnh) của thành phố Quảng Châu, tỉnh Quảng Đông, Cộng hòa Nhân dân Trung Hoa. Quận này lấy tên từ núi Việt Tú, trụ sở chính quyền quận ở đường Việt Hoa. Việt Tú có diện tích 32,81 km2, dân số 1.069.000 người. Hiện tại trụ sở chính quyền tỉnh Quảng Đông và thành phố Quảng Châu đóng tại quận này.